# Eucynortella lineata
Eucynortella lineata is een hooiwagen uit de familie Cosmetidae.